# Nagy G. Károly
Nagy G. Károly, Quabir Argaman (Nagyvárad, 1940. január 15. – 2003. október) erdélyi magyar biológus, entomológus.

## Életútja
Szülővárosának magyar líceumában 1960-ban esti tagozaton érettségizett, majd 1967-ben a Babeș–Bolyai Tudományegyetem biológiai szakán szerzett diplomát. 1967–1980 között az agigeai tengerbiológiai kutatóállomáson dolgozott. Közben ösztöndíjasként Szegeden végzett Móczár Miklósnál rovartani tanulmányokat, majd 1975-ben Jászvásáron megszerezte a természettudományok doktora címet.
Házassága révén 1980-ban Izraelbe költözött, ahol felvette felesége nevét. Attól kezdve az izraeli Mezőgazdasági Minisztériumban dolgozott, szakterülete a mezőgazdasági fajok védelme és a gazdasági kártevők elleni küzdelem. Egyetemi előadó. Yuanei lakhelyén a Magyarajkúak Szövetségének alelnöke.

## Munkássága
Első szakmai írását 1965-ben a Studia Universitatis Babeș-Bolyai biológiai sorozata közölte. Szaktanulmányai románul itt, az Ocrotirea Naturii, Revista Muzeelor, Dobrogea Nouă, németül a drezdai Reichenbachia, valamint francia, olasz, magyar, csehszlovákiai entomológiai (rovartani) szakközlönyökben, tanulmánygyűjteményekben jelentek meg. Népszerűsítő cikkeivel magyarul a nagyváradi Fáklya, valamint az Utunk, Ifjúmunkás hasábjain jelentkezett; a Korunkban A faj fogalmának meghatározatlanságáról című értekezésével szerepelt (1968/12). Kutatási területe a bionövénysor egyensúlya, a tengerbiológia, a vírus és a rák kapcsolata, az alkalmazott rovartan. A szaktudományt 187 új rovarmeghatározásával és öt új rovarcsalád rendszerbe foglalásával gazdagította, számítógépes adatrendszert fejlesztett ki a világ rovarairól.
Önálló munkája: A vírus és a rák (1975).
Szignója: engéká.